# Campeonato Juvenil Africano de 1995
El Campeonato Juvenil Africano de 1995 se realizó en Nigeria y contó con la participación de 8 selecciones juveniles de África que disputaron una fase previa para clasificar.
Camerún venció en la final a Burundi para ganar el torneo por primera vez.

## Eliminatoria

### Ronda preliminar
| Equipo 1     | Agr. | Equipo 2     | Ida | Vuelta |
| ------------ | ---- | ------------ | --- | ------ |
| Benín        | w.o. | Senegal      | -   | -      |
| Lesoto       | w.o. | Botsuana     | -   | -      |
| Guinea-Bisáu | w.o. | Cabo Verde   | -   | -      |
| Congo        | w.o. | Togo         | -   | -      |
| Liberia      | w.o. | Burkina Faso | -   | -      |
| Mauritania   | w.o. | Sierra Leona | -   | -      |
| Madagascar   | w.o. | Suazilandia  | -   | -      |
| Malaui       | 1–3  | Burundi      | 1–2 | 0–1    |
| Angola       | 6–1  | Níger        | 3–0 | 3–1    |

### Primera ronda
| Equipo 1        | Agr.         | Equipo 2     | Ida | Vuelta |
| --------------- | ------------ | ------------ | --- | ------ |
| Camerún         | w.o.         | Kenia        | -   | -      |
| Mauricio        | w.o.         | Madagascar   | -   | -      |
| Sierra Leona    | w.o.         | Marruecos    | -   | -      |
| Uganda          | w.o.         | Burundi      | -   | -      |
| Zaire           | w.o.         | Zambia       | -   | -      |
| Etiopía         | w.o.         | Zimbabue     | -   | -      |
| Egipto          | 3–2          | Sudán        | 2–0 | 1–2    |
| Togo            | 1–1(a)       | Angola       | 1–1 | 0–0    |
| Sudáfrica       | 4–3          | Lesoto       | 3–2 | 1–1    |
| Ghana           | 7–1          | Burkina Faso | 5–1 | 2–0    |
| Túnez           | 1–1 (p: 4–5) | Malí         | 1–0 | 0–1    |
| Costa de Marfil | 0–1          | Senegal      | 0–1 | 0–0    |
| Nigeria         | 5–1          | Guinea-Bisáu | 3–0 | 2–1    |
| Guinea          | 3–1          | Argelia      | 2–0 | 1–1    |

### Segunda ronda
| Equipo 1  | Agr.         | Equipo 2  | Ida | Vuelta |
| --------- | ------------ | --------- | --- | ------ |
| Egipto    | 0–3          | Burundi   | 0–2 | 0–1    |
| Camerún   | 5–4          | Angola    | 4–1 | 1–3    |
| Mauricio  | 3–2          | Sudáfrica | 2–1 | 1–1    |
| Etiopía   | 0–0 (p: 3–4) | Zambia    | 0–0 | 0–0    |
| Ghana     | 0–0 (p: 3–4) | Malí      | 0–0 | 0–0    |
| Marruecos | 0–3          | Senegal   | 0–2 | 0–1    |
| Nigeria   | 3-01         | Guinea    | 2–0 | 1–0    |

1- Guinea clasificó al torneo ya que Nigeria clasificó como el anfitrión del mismo.

## Participantes
| - Burundi - Camerún - Guinea - Malí | - Mauricio - Nigeria (anfitrión) - Senegal - Zambia |

## Fase de grupos

### Grupo A
| País    | J | G | E | P | GF | GC | GD | Pts |
| ------- | - | - | - | - | -- | -- | -- | --- |
| Malí    | 3 | 2 | 1 | 0 | 8  | 4  | +4 | 7   |
| Nigeria | 3 | 2 | 1 | 0 | 6  | 4  | +2 | 7   |
| Zambia  | 3 | 0 | 1 | 2 | 4  | 6  | –2 | 1   |
| Guinea  | 3 | 0 | 1 | 2 | 2  | 6  | –4 | 1   |

| 28 de enero  | Nigeria | 3–3     | Malí   |
| Guinea       | 2–2     | Zambia  |        |
| 30 de enero  | Malí    | 2–1     | Zambia |
| Nigeria      | 1–0     | Guinea  |        |
| 1 de febrero | Malí    | 3–0     | Guinea |
| Zambia       | 1-2     | Nigeria |        |

### Grupo B
| País     | J | G | E | P | GF | GC | GD | Pts |
| -------- | - | - | - | - | -- | -- | -- | --- |
| Camerún  | 3 | 2 | 1 | 0 | 4  | 1  | +3 | 7   |
| Burundi  | 3 | 1 | 1 | 1 | 3  | 3  | 0  | 4   |
| Mauricio | 3 | 1 | 0 | 2 | 4  | 6  | –2 | 3   |
| Senegal  | 3 | 0 | 2 | 1 | 2  | 3  | –1 | 2   |

|  | 31 de enero  | Camerún | 0–0      | Senegal  |
|  | Mauricio     | 1–2     | Burundi  |          |
|  | 2 de febrero | Senegal | 1–1      | Burundi  |
|  | Camerún      | 3–1     | Mauricio |          |
|  | 4 de febrero | Senegal | 1–2      | Mauricio |
|  | Burundi      | 0-1     | Camerún  |          |

## Fase final

### Semifinales
| Equipo 1 | Resultado | Equipo 2 |
| -------- | --------- | -------- |
| Camerún  | 2-1       | Nigeria  |
| Malí     | 0-3       | Burundi  |

### Tercer lugar
| Equipo 1 | Resultado | Equipo 2 |
| -------- | --------- | -------- |
| Nigeria  | 1-0       | Malí     |

### Final
| Equipo 1 | Resultado | Equipo 2 |
| -------- | --------- | -------- |
| Camerún  | 4-0       | Burundi  |

## Campeón
| Campeonato Juvenil Africano 1995 |
| -------------------------------- |
| Bandera de Camerún               |
| Camerún 1º Título                |

## Clasificados al Mundial Sub-20
| - Camerún | - Burundi |